# All-Star
All-Star är ett uttrycks som används både inom sporten och i nöjesbranschen. I till exempel en film med all star cast menas det att nästan alla roller med repliker, även mindre, spelas av stora filmstjärnor som vanligtvis har en huvud- eller biroll i en film.
I sporten används snarare uttrycket all star-lag för ett "drömlag" sammansatt av de bästa spelarna i en viss position i lagsporter eller individuella sporter.

## Filmer medall star-ensemble(stjärnensemble)
- Hollywood Revyn (1929)
- Ziegfeld Follies (1946)
- Jorden runt på 80 dagar (1956)
- Den längsta dagen (1962)
- Hotel International (1963)
- Den gula Rolls-Roycen (1964)
- Mannen från Nasaret (1965)
- Bibeln... i begynnelsen (1966)
- Casino Royale (1967)
- Oh, vilket makalöst krig (1969)
- Skyskrapan brinner! (1974)
- En bro för mycket (1977)